# جنگل‌های خزان‌دار مرطوب شمال غربی گهات
جنگل‌های خزان‌دار مرطوب شمال غربی گهات (به انگلیسی: North Western Ghats moist deciduous forests) یک منطقهٔ مسکونی و جنگلی در هند است.